# Ostaszewo (gromada w powiecie nowodworsko-gdańskim)
Ostaszewo – dawna gromada, czyli najmniejsza jednostka podziału terytorialnego Polskiej Rzeczypospolitej Ludowej w latach 1954–1972.
Gromady, z gromadzkimi radami narodowymi (GRN) jako organami władzy najniższego stopnia na wsi, funkcjonowały od reformy reorganizującej administrację wiejską przeprowadzonej jesienią 1954 do momentu ich zniesienia z dniem 1 stycznia 1973, tym samym wypierając organizację gminną w latach 1954–1972.
Gromadę Ostaszewo z siedzibą GRN w Ostaszewie utworzono – jako jedną z 8759 gromad na obszarze Polski – w powiecie nowodworsko-gdańskim w woj. gdańskim na mocy uchwały nr 22/III/54 WRN w Gdańsku z dnia 5 października 1954. W skład jednostki weszły obszary dotychczasowych gromad Jeziernik i Ostaszewo ze zniesionej gminy Ostaszewo w tymże powiecie. Dla gromady ustalono 16 członków gromadzkiej rady narodowej.
1 stycznia 1960 do gromady Ostaszewo włączono obszar zniesionej gromady Nowa Cerkiew oraz miejscowości Nowa Kościelnica, Sokolec i Mirówka ze zniesionej gromady Nowa Kościelnica w tymże powiecie.
Gromada przetrwała do końca 1972 roku, czyli do kolejnej reformy gminnej. 1 stycznia 1973 w powiecie nowodworsko-gdańskim reaktywowano zniesioną w 1954 roku gminę Ostaszewo (obecnie gmina jest w powiecie nowodworskim w woj. pomorskim).